# My Arae
Cervantes eller My Arae (μ Arae, förkortat My Ara, μ Ara)  är en ensam stjärna belägen i den mellersta delen av stjärnbilden Altaret. Den har en skenbar magnitud på 5,12, är synlig för blotta ögat där ljusföroreningar ej förekommer. Baserat på parallaxmätning inom Hipparcosuppdraget på ca 64,5 mas, beräknas den befinna sig på ett avstånd av ca 51 ljusår (ca 16 parsek) från solen.
Stjärnan har fyra kända exoplaneter (betecknade My Arae b, c, d och e, varav tre med massor i storlek motsvarande Jupiters massa. Systemets innersta planet var den första "heta neptunen" eller "superjorden" som upptäckts.

## Nomenklatur
År 2016 anordnade International Astronomical Union en arbetsgrupp för stjärnnamn (WGSN) med uppgift att katalogisera och standardisera riktiga namn för enskilda stjärnor. WGSN fastställde namnet Cervantes för My Arae och Quijote, Dulcinea, Rocinante och Sancho, för de kända planeterna (b, c, d och e) i december 2015 och dessa ingår nu i IAU:s Catalog of Star Names.

## Egenskaper
My Arae är en gul till vit stjärna av spektralklass G3 IV-V, vilket betyder att den är på väg mot dess stadium av underjätte efter att snart ha förbrukat förrådet av väte i dess kärna. Stjärnan har en beräknad massa som är omkring 10 procent större än solens massa, en radie som är omkring 40 procent större än solens och utsänder från dess fotosfär ca 1,9 gånger mera energi än solen vid en effektiv temperatur av ca 5 800 K.

### Planetsystemet

Banorna för de yttre tre planeterna vid My Arae jämfört med dem i solsystemet. Centralstjärnan är inte skalenlig. Med bildens skala skulle den innersta planeten ligga vid kanten av skivan som representerar den centrala stjärnan.

År 2001 tillkännagavs en exoplanet av Anglo-Australian Planet Search-team, tillsammans med planeten som kretsar kring Epsilon Reticuli. Planeten, betecknad My Arae b, har bedömts vara i ett mycket excentriskt omlopp med en period på ca 743 dygn. Upptäckten gjordes genom analys av variationer i stjärnans radiella hastighet (uppmätt genom att observera skiftningar genom Dopplereffekten hos stjärnans spektrallinjer) som ett resultat av påverkan av planetens gravitation. Ytterligare observationer avslöjade närvaron av ett andra objekt i systemet (betecknat som My Arae e), publicerat 2004. Då var kända parametrar för denna planet mycket begränsade och den ansågs ligga i en omloppsbana med 8,2 års period med hög excentricitet. Senare, år 2004, tillkännagavs en liten inre planet som betecknades My Arae c i en 9-dygns omloppsbana med en massa som var jämförbar med den hos Uranus. Detta var den första att upptäckas av klassen av planeter som kallades "heta Neptuner". Upptäckten gjordes genom att göra högkvalitativa radialhastighetsmätningar med spektrografen Radial Velocity Planet Searcher (HARPS).
År 2006 tillkännagav två forskarlag, ledda av Krzysztof Goździewski respektive Francesco Pepe, var för sig fyraplanetsmodeller för stjärnans radiella hastighetsmätningar, med en ny planet (My Arae d) i en cirkulär bana med omloppsperiod på ca 311 dygn.  Den nya modellen ger reviderade parametrar för de tidigare kända planeterna, med lägre excentricitet hos banorna än i föregående modell och med en mer robust karakterisering av banan för My Arae e. Upptäckten av den fjärde planeten gjorde My Arae till den andra kända stjärnan med fyra planeter, efter 55 Cancri.